# Volleybalclub Maaseik
Le Volleybalclub Maaseik, aussi connu pour des raisons de parrainage en tant que Greenyard Maaseik depuis 2018 (et plus anciennement Mavoc Maaseik de 1960 à 1975, D&V Motors Maaseik de 1975 à 1985 puis Noliko Maaseik de 1985 à 2018) est un club de volley-ball belge, évoluant au plus haut niveau national que représente la Ligue A pour la saison 2020-2021. Il s'agit du club belge de volley-ball le plus récompensé, avec pas moins de 16 titres de  champions de Belgique, 14 coupes et 14 supercoupes à son actif. En revanche, au niveau européen, le VC Maaseik n'a pu faire mieux que deux finales perdues, l'une en Ligue des champions, l'autre en Coupe de la CEV.

## Histoire

Ancien logo

Le Greenyard Maaseik fut fondé le 17 mars 1960 par d'anciens étudiants du Heilig Kruis College de Maaseik sous le nom Mavoc Maaseik.
En 1975, il accéda pour la première fois à la  Ligue A et prit le nom de D&V Motors Maaseik selon le sponsor de l'époque.
Dix ans plus tard, le club prit le nom de Noliko Maaseik . C'est également à ce moment que Mathi Raedschelders prit la présidence. Sous sa conduite, le club reçut immédiatement une véritable impulsion puisque son essor s'amorça directement. Le club remporta ainsi l'année d'après sa toute première coupe de Belgique et en 1991 vint le premier titre de champion. Il ne fallut plus alors que quelques années pour que Maaseik devienne une équipe du top niveau belge et européen.
En effet, Maaseik est également un club qui est parvenu à s'illustrer sur la scène continentale en atteignant notamment la finale de la Coupe de la CEV en 2008 et deux fois la finale de la Ligue des champions en 1997 et 1999.

## Résultats sportifs

### Palmarès
| Compétitions nationales | Compétitions internationales                                                          |
| - Championnat de Belgique (16) - Vainqueur : 1991, 1995, 1996, 1997, 1998, 1999, 2001, 2002, 2003, 2004, 2008, 2009, 2011, 2012, 2018, 2019. - Coupe de Belgique (14) - Vainqueur : 1986, 1991, 1997, 1998, 1999, 2001, 2002, 2003, 2004, 2007, 2008, 2009, 2010, 2012. - Supercoupe de Belgique (14) - Vainqueur : 1995, 1996, 1997, 1998, 1999, 2001, 2002, 2003, 2006, 2008, 2009, 2011, 2012, 2016. | - Ligue des champions - Finaliste : 1997, 1999. - Coupe de la CEV - Finaliste : 2008. |

### Saison par saison
| Saison    | Championnat | Championnat | Championnat | Championnat | Championnat | Championnat | Championnat | Championnat | Coupe de Belgique | Supercoupe de Belgique | Coupe d'Europe | Coupe d'Europe | Coupe d'Europe |
| Saison    | Niveau      | Division    | Phase I     | Pts         | M           | V           | D           | Play-offs   | Coupe de Belgique | Supercoupe de Belgique | Niveau         | Coupe          | Tour           |
| --------- | ----------- | ----------- | ----------- | ----------- | ----------- | ----------- | ----------- | ----------- | ----------------- | ---------------------- | -------------- | -------------- | -------------- |
| 1995-1996 | -           | -           | -           | -           | -           | -           | -           | -           | ?                 | Vainqueur              | 1              | CdC            | Groupes        |
| 1996-1997 | -           | -           | -           | -           | -           | -           | -           | -           | Vainqueur         | Vainqueur              | 1              | CdC            | Finaliste      |
| 1997-1998 | -           | -           | -           | -           | -           | -           | -           | -           | Vainqueur         | Vainqueur              | 1              | CdC            | Groupes        |
| 1998-1999 | -           | -           | -           | -           | -           | -           | -           | -           | Vainqueur         | Vainqueur              | 1              | CdC            | Finaliste      |
| 1999-2000 | -           | -           | -           | -           | -           | -           | -           | -           | ?                 | Vainqueur              | 1              | CdC            | 1/2 finales    |
| 2000-2001 | -           | -           | -           | -           | -           | -           | -           | -           | Vainqueur         | -                      | -              | -              | -              |
| 2001-2002 | -           | -           | -           | -           | -           | -           | -           | -           | Vainqueur         | Vainqueur              | -              | -              | -              |
| 2002-2003 | -           | -           | -           | -           | -           | -           | -           | -           | Vainqueur         | Vainqueur              | 1              | LdC            | 1/4 de finale  |
| 2003-2004 | -           | -           | -           | -           | -           | -           | -           | -           | Vainqueur         | Vainqueur              | 1              | LdC            | 1/4 de finale  |
| 2004-2005 | -           | -           | -           | -           | -           | -           | -           | -           | ?                 | Finaliste              | 1              | LdC            | Play-offs à 6  |
| 2005-2006 | -           | -           | -           | -           | -           | -           | -           | -           | ?                 | -                      | 1              | LdC            | Play-offs à 12 |
| 2006-2007 | -           | -           | -           | -           | -           | -           | -           | -           | Vainqueur         | Vainqueur              | 1              | LdC            | Play-offs à 12 |
| 2007-2008 | -           | -           | -           | -           | -           | -           | -           | -           | Vainqueur         | Finaliste              | 1              | LdC            | Groupes        |
| 2007-2008 | -           | -           | -           | -           | -           | -           | -           | -           | Vainqueur         | Finaliste              | 2              | CEV            | Finaliste      |
| 2008-2009 | -           | -           | -           | -           | -           | -           | -           | -           | Vainqueur         | Vainqueur              | 1              | LdC            | 1/8e de finale |
| 2009-2010 | 1           | Ligue A     | 2e/10       | 45          | 18          | 15          | 3           | Finaliste   | Vainqueur         | Vainqueur              | 1              | LdC            | Groupes        |
| 2010-2011 | 1           | Ligue A     | 2e/10       | 47          | 18          | 17          | 1           | Vainqueur   | ?                 | Finaliste              | 1              | LdC            | Play-offs à 6  |
| 2011-2012 | 1           | Ligue A     | 1er/10      | 49          | 18          | 17          | 1           | Vainqueur   | Vainqueur         | Vainqueur              | 1              | LdC            | Play-offs à 12 |
| 2012-2013 | 1           | Ligue A     | 2e/10       | 46          | 18          | 15          | 3           | Finaliste   | Finaliste         | Vainqueur              | 1              | LdC            | Play-offs à 12 |
| 2013-2014 | 1           | Ligue A     | 3e/9        | 33          | 16          | 12          | 4           | 3e/6        | ?                 | Finaliste              | 1              | LdC            | Play-offs à 12 |
| 2014-2015 | 1           | Ligue A     | 4e/10       | 33          | 18          | 11          | 7           | 4e/6        | 1/2 finales       | -                      | 1              | LdC            | Groupes        |
| 2015-2016 | 1           | Ligue A     | 3e/10       | 42          | 18          | 14          | 4           | Finaliste   | 1/2 finales       | -                      | 1              | LdC            | Groupes        |
| 2016-2017 | 1           | Ligue A     | 1er/10      | 46          | 18          | 15          | 3           | Finaliste   | Finaliste         | Vainqueur              | 1              | LdC            | Groupes        |
| 2017-2018 | 1           | Ligue A     | 1er/8       | 42          | 16          | 14          | 2           | Vainqueur   | Finaliste         | -                      | 1              | LdC            | Play-offs à 12 |
| 2018-2019 | 1           | Ligue A     | 1er/10      | 47          | 18          | 16          | 2           | Vainqueur   | 1/2 finales       | Finaliste              | 1              | LdC            | Groupes        |
| 2019-2020 | 1           | Ligue A     | 3e/8        | 32          | 14          | 11          | 3           | -           | 1/2 finales       | Finaliste              | 1              | LdC            | Groupes        |
| 2019-2020 | 1           | Ligue A     | 3e/8        | 32          | 14          | 11          | 3           | -           | 1/2 finales       | Finaliste              | 2              | CEV            | 1/2 finales    |
| 2020-2021 | 1           | Ligue A     | 1er/8       | 37          | 14          | 12          | 2           | Finaliste   | Finaliste         | -                      | 1              | LdC            | Groupes 1      |
| 2021-2022 | 1           | Ligue A     | 1er/8       | 32          | 14          | 11          | 3           | 3e/4        | 1/4 de finale     | -                      | 1              | LdC            | Groupes        |
| 2022-2023 | 1           | Ligue A     | 2e/9        | 38          | 16          | 13          | 3           | Finaliste   | 1/2 finales       | -                      | 2              | CEV            | 1/4 de finale  |
| 2023-2024 | 1           | Ligue A     | 2e/9        | 31          | 16          | 10          | 6           | Finaliste   | 1/4 de finale     | -                      | 1              | LdC            | Groupes        |
| 2023-2024 | 1           | Ligue A     | 2e/9        | 31          | 16          | 10          | 6           | Finaliste   | 1/4 de finale     | -                      | 2              | CEV            | 1/4 de finale  |
| 2024-2025 | 1           | Ligue A     | En cours    |             |             |             |             |             | 1/8e de finale    | -                      | 1              | LdC            | En cours       |

## Joueurs et personnalités du club

### Entraîneurs
- 1975-1977 :  Robert Devries
- 1977-1979 :  Sjef Partouns
- 1979-1980 :  Jos Klaps
- 1980-1982 :  Gaby Daniels
- 1982-1984 :  Jos Aretz
- 1984-1985 :  Andrzej Dulski
- 1985-1986 :  Jos Klaps
- 1986-1987 :  Jos Klaps -  René Corstjens
- 1987-1988 :  Zbigniew Lubiejewski
- 1988-1990 :  Marc Spaenjers
- 1990-1992 :  Bert Goedkoop
- 1992-1994 :  Anders Kristiansson
- 1994-1996 :  Enrique Pisani
- 1996-2006 :  Anders Kristiansson
- 2006-2012 :  Vital Heynen
- 2012-2013 :  Brecht Van Kerckhove
- Juin-nov. 2013 :  Vincenzo Di Pinto
- Nov. 2013-févr. 2015 :  Erik Verstraeten
- Févr. 2015-2016 :  Giovanni Torchio
- 2016-2017 :  Daniel Castellani
- 2017-2022 :  Joel Banks
- 2022-2024 :  Fulvio Bertini
- 2024- :  Guido Görtzen

### Joueurs emblématiques
- Iván Castellani
- Branislav Skladaný
- Kamil Rychlicki
- Rob Bontje
- Facundo Santucci